# Chiesa di San Sebastiano (Monaco di Baviera)
La chiesa di San Sebastiano è una chiesa parrocchiale cattolica nel quartiere di Schwabing a Monaco di Baviera. Si trova all'incrocio tra Schleißheimer Straße e Karl-Theodor-Straße. Il patrocinio viene festeggiato il 20 gennaio o la seguente domenica.

## Storia
La chiesa fu costruita nello stile della Nuova oggettività da Eduard Herbert e Otho Orlando Kurz e consacrata il 10 novembre 1929 dall'arcivescovo Michael von Faulhaber.
Durante la seconda guerra mondiale la chiesa fu quasi totalmente distrutta, ma il campanile rimase intatto. Fu ricostruita negli anni sessanta.